# 東光寺 (船橋市古和釜町)
東光寺（とうこうじ）は、千葉県船橋市古和釜町にある天台宗の寺院。山号は瑠璃光山。
平安時代末期の創建と伝わる。境内にはケヤキやイチョウの大木が多くあり、2018年（平成30年）に「船橋市景観80選」の1つとして選定された。

## 文化財
石造自休大徳坐像（船橋市指定有形文化財）
自休大徳は江戸時代の侠客・深見十左衛門の号で、この像は出家したのちに石工に刻ませたものと言う。死後、大徳に仕えたものがこれを持って全国を行脚した末、この地に辿りついたことから当寺に安置されたと伝えられている。

## 交通
東葉高速鉄道船橋日大前駅から徒歩20分。